# این همان شب است (فیلم ۲۰۲۱)
این همان شب است (به انگلیسی: This Is the Night) یک فیلم درام آمریکایی محصول سال ۲۰۲۱ به نویسندگی و کارگردانی جیمز دموناکو است. فرانک گریلو، لوسیوس هویوس، جونا هاوئر کینگ، بابی کاناوله و نائومی واتس در این فیلم به ایفای نقش پرداخته‌اند.
این فیلم به مدت محدود در ۱۷ سپتامبر ۲۰۲۱ در مرکز فیلم آنجلیکا منتشر شد و در ۲۱ سپتامبر ۲۰۲۱ توسط یونیورسال پیکچرز به صورت دیجیتالی منتشر شد.

## داستان
در سال ۱۹۸۲، یک خانواده باید با بزرگ‌ترین چالش‌های خود روبرو شود و خانواده متوجه می‌شود که تنها راه زندگی این است که فردایی وجود ندارد.

## تولید
فیلمبرداری در ۳۰ مه ۲۰۱۸ آغاز شد.

## بازخوردها
در وب‌سایت جمع‌آوری نقد راتن تومیتوز ۱۳ درصد از نظرات ۸ منتقد مثبت هستند، با میانگین امتیاز ۳٫۳ از ۱۰.